# لامپ دکمه زغالی
لامپ دکمه زغالی (به انگلیسی: carbon button lamp) یک لامپ التهابی تک الکترودی است که توسط نیکولا تسلا اختراع شده است. یک لامپ دکمه زغالی حاوی یک کُره کربنی کوچک است که در مرکز یک لامپ شیشه‌ای تخلیه شده قرار گرفته است. این نوع لامپ باید توسط جریان متناوب فرکانس بالا راه‌اندازی شود و برای تولید جریان بالا در اطراف الکترود زغالی به یک قوس الکتریکی یا شاید یک قوس خلاء وابسته است. سپس الکترود زغالی در اثر برخورد یون‌ها که جریان الکتریکی تشکیل می‌دهد برای افروختگی گرم می‌شود. تسلا دریافت که این لامپ‌ها می‌توانند به عنوان منابع قدرتمند تابش یونیزان مورد استفاده قرار گیرند.
در فوریه ۱۸۹۲، تسلا یک سخنرانی برای مؤسسه مهندسان برق ایراد کرد که در آن لامپ دکمه زغالی را با جزئیات توصیف کرد. او همچنین چندین گونه از این لامپ را توضیح داد که یکی از آنها از ذره یاقوت به جای دکمه زغالی استفاده می‌کند.